# Lozi
Lozi je naziv za Bantu etničku grupu koja živi uglavnom u zapadnoj Zambiji, u regiji zvanoj Barotseland.  Lozi se također mogu naći u Namibiji (Pojas Caprivi), Angoli i Bocvani.

## Ime
Riječ Lozi znači 'ravnica' na jeziku Makolola, što označava ravnicu oko rijeke Zambezi gdje živi većina Lozija. Naziv Lozi koristili su njemački misionari u današnjoj Namibiji.  Mu- i Ba- su prefiksi za jedninu i množinu u Bantu jezicima, pa Murotse znači 'osoba iz ravnice' dok Barotse znači 'ljudi iz ravnice'.

## Povijest
Iako tradicija Lozija govori kako su stalno obitavali u Barotselandu, vjeruje se kako su njihovi preci migrirali u Zapadnu Zambiju iz današnje Demokratske republike Kongo u 17. i 18. stoljeću.  Oko godine 1830. Makololo narod, koga je iz današnje Južne Afrike protjerala najezda Zulua pod Sebetwaneom, napao je Barotseland i osvojio Lozije.  Vladali su sve do godine 1864. kada su svrgnuti ustanakom Lozija.
Lozi su dugo vremena bili monarhija kojom je upravljao kralj zvan 'litunga'.  U kasnom 19. stoljeću Lozima je vladao Lewanika, čija je vladavina kao litunge trajala 50 godina.  Lewanika je doveo Barotseland pod britansku vlast kada se godine 1890. sporazumio s Cecilom Rhodesom da područje postane protektorat.
Iako je Barotseland bio uključen u Sjevernu Rodeziju, sačuvao je znatnu autonomiju, što se zadržalo i kada je Sjeverna Rodezija postala nezavisna država Zambija godine 1964. Iako je prije kolonijalnog doba regija bila samodostatna po pitanju hrane te istu izvozila u okolna područja, danas predstavlja najnerazvijenije područje Zambije, sa samo jednom asfaltiranom cestom u pokrajini, od Lusake do Mongua, te s neredovitom opskrbom električne energije. U ovom području postoji određena podrška zahtjevima za većom autonomijom unutar Zambije odnosno nezavisnom državom.

## Kultura
Lozijsko društvo je duboko podijeljeno na klase, s monarhom na vrhu i njegovim rođacima koji drže važne položaje u društvu. Monarh je poznat kao litunga i u lozijskom društvu se trpi vrlo malo kritike prema litungi, čak i ako je nepopularan. Kritika litunge smatra se kritikom cijelog naroda. 
Lozijska kultura je bitno određena plavnim ciklusima rijeke Zambezi, tako da svake godine dolazi do redovne migracije iz nizina prema višem terenu na početku kišne sezone. Najpoznatiji od tih festivala je Kuomboka, u kom se litunga premješta iz Lealuija u plavnoj nizini do Limulunge na visoravni.  Kuomboka obično započinje u veljači li ožujku.

## Vanjske poveznice
- An organisation promoting the development of the Lozi people
- Information on the Kuomboka  Arhivirana inačica izvorne stranice od 4. prosinca 2008. (Wayback Machine)